# 4417 Lecar
4417 Lecar је астероид главног астероидног појаса чија средња удаљеност од Сунца износи 2,757 астрономских јединица (АЈ).
Апсолутна магнитуда астероида је 11,5.